# Glennville
Glennville è una città degli Stati Uniti d'America, situata in Georgia, nella Contea di Tattnall.